# دویس ایرماس دو توکانتینس
دویس ایرماس دو توکانتینس (به پرتغالی: Dois Irmãos do Tocantins) یک منطقهٔ مسکونی در برزیل است که در توکانتینس واقع شده‌است. دویس ایرماس دو توکانتینس ۷٬۱۸۵ نفر جمعیت دارد.